# Scarabaeus licitus
Scarabaeus licitus är en skalbaggsart som beskrevs av Ferreira 1954. Scarabaeus licitus ingår i släktet Scarabaeus och familjen bladhorningar. Inga underarter finns listade i Catalogue of Life.